# Pedro Nel Daza
Pedro Nel Daza Narváez (Pitalito, Huila, 10 de marzo de 1952-Guapi, Cauca, 25 de mayo de 2015) alias Jairo Martínez, fue un guerrillero colombiano, miembro de las Fuerzas Armadas Revolucionarias de Colombia - Ejército del Pueblo (FARC-EP).

## Biografía
Estudió trabajo social en la Universidad Nacional.
Figura reconocida en la zona de despeje de San Vicente del Caguán, estuvo al cargo de la seguridad de dicha zona.
Se presume militó en el bloque 15, siendo uno de los cabecillas más importantes del Bloque Sur.
Se le acusa de ser el carcelero de 12 militares que estuvieron en poder del grupo guerrillero.
Encabezó la liberación de los miembros del Gaula Wálter José Lozano Guarnizo, Juan Fernando Galicia Uribe y Alexis Torres Zapata, del soldado Giovanny Domínguez, en Guaviare y del periodista Roméo Langlois.
Murió durante un bombardeo hacia un campamento en Guapi (Cauca) el 25 de mayo de 2015 en el que estaba ubicado.